# Pável Miliukov
Pável Nikoláievich Miliukov (en cirílico: Павел Николаевич Милюков; 15 de enero de 1859-31 de marzo de 1943) fue un político ruso, fundador, líder y el miembro más destacado del Partido Democrático Constitucional.

## Las revoluciones de 1917
Convencido de que no habían sido las protestas por las penurias causadas por la guerra a la población las que habían desencadenado la Revolución de Febrero y el fin de la monarquía sino el deseo de las tropas de mejorar la dirección del esfuerzo bélico ruso hasta la victoria final, se opuso a la aplicación de reformas sociales y políticas hasta que terminase la contienda. Trató asimismo de retrasar la convocatoria de la Asamblea Constituyente y se mostró contrario a llevar a cabo una rápida reforma agraria. Sostuvo la conveniencia de mantener los objetivos territoriales buscados por anterior régimen autocrático, ganándose así el rechazo de la izquierda rusa. Se opuso a la entrada de representantes socialistas en el Gobierno provisional ruso considerando correctamente que se opondrían a su política de seguir exigiendo las anexiones territoriales negociadas por el Gobierno zarista con el resto de los aliados de la Triple Entente.

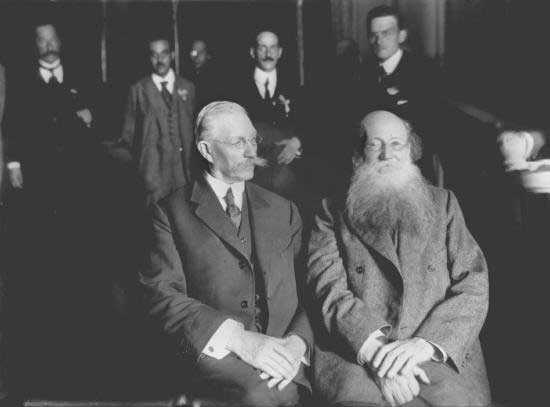
Pável Miliukov (izda.) y Piotr Kropotkin. Moscú, 1917

Ministro de Exteriores del primer gabinete —completamente burgués a excepción de la presencia a título individual de Kérenski— y principal figura de este, se vio obligado a dimitir durante la Crisis de abril; se mostró desde entonces muy crítico con los posteriores gabinetes de coalición entre liberales y socialistas. Sostuvo que el periodo interrevolucionario fue una época de parálisis política debida al carácter dual del poder: un Gobierno con la apariencia del poder pero sometido el realidad al beneplácito del Sóviet de Petrogrado. Con los socialistas moderados desacreditados por el fracaso de la Ofensiva Kérenski del verano y la falta de reformas, Miliukov consideraba que las opciones políticas se limitaban a optar por Lenin y sus partidarios o la «restauración del orden» encarnada por el comandante en jefe de los ejércitos rusos, el general Lavr Kornílov. Favorable a Kornílov, sostuvo que el fracaso de su golpe de Estado, no dejaba otra opción que la toma del poder por los bolcheviques por la debilidad política de las demás opciones (socialistas y liberales moderados).

## Exilio
Opuesto firmemente al Gobierno de Lenin se exilio en Francia en 1920, Falleció en 1943 en Aix-les-Bains.